# Champagny-sous-Uxelles
Champagny-sous-Uxelles é uma comuna francesa na região administrativa de Borgonha-Franco-Condado, no departamento de Saône-et-Loire. Estende-se por uma área de 5,05 km². Em 2010 a comuna tinha 97 habitantes (densidade: 19,2 hab./km²).